# Гигантские черепахи
 Гигантские черепахи (лат. Aldabrachelys) — род сухопутных черепах. Включает гигантскую черепаху (Aldabrachelys gigantea), обитающую на острове Альдабра (Сейшельские острова), а также два вымерших вида, Aldabrachelys abrupta и Aldabrachelys grandidieri, известные с острова Мадагаскара.

## Именование
Это название проблематично, поскольку типовой экземпляр на самом деле представляет собой зубчатую черепаху, однако оно обсуждалось и подавалось в ICZN и было принято, поэтому название Aldabrachelys является правильным названием для этого рода.

## Таксономия
Среди сухопутных черепах (Testudinidae) Aldabrachelys наиболее тесно связан с родами Astrochelys и Pyxis, также обитающими на Мадагаскаре. Можно предположить, что эти три рода произошли там от общего предка. Внутри рода Aldabrachelys abrupta более тесно связан с A. gigantea, чем с A. grandidieri, но A. abrupta и A. gigantea относительно генетически различны, что позволяет предположить, что они не являются синонимами, как иногда предполагалось ранее, и что они разошлись друг от друга несколько миллионов лет назад. Предлагаемые подвиды A. gigantea демонстрируют относительно небольшую генетическую дифференциацию друг от друга.

## Иллюстрации

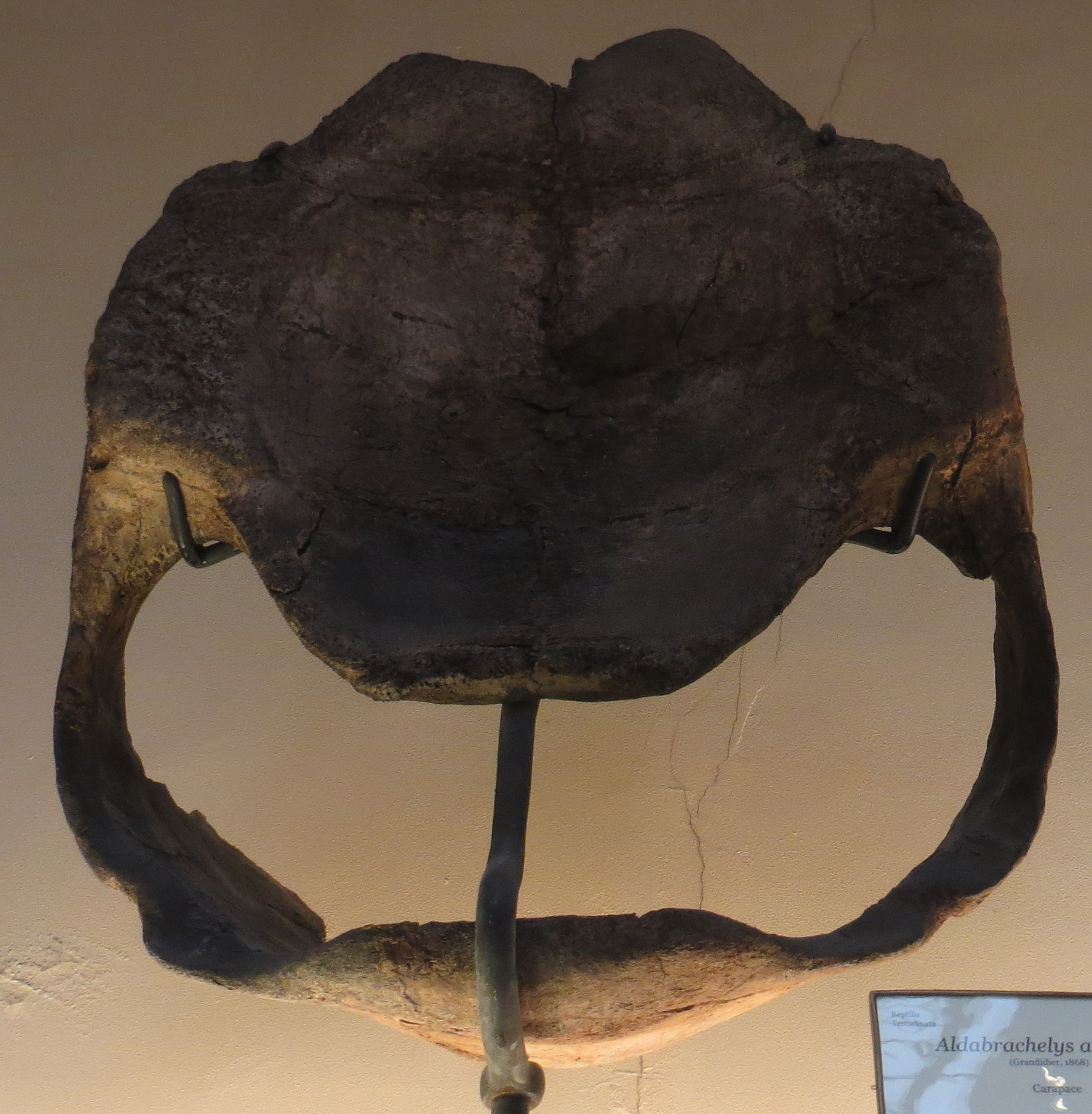
Ископаемый панцирь Aldabrachelys abrupta
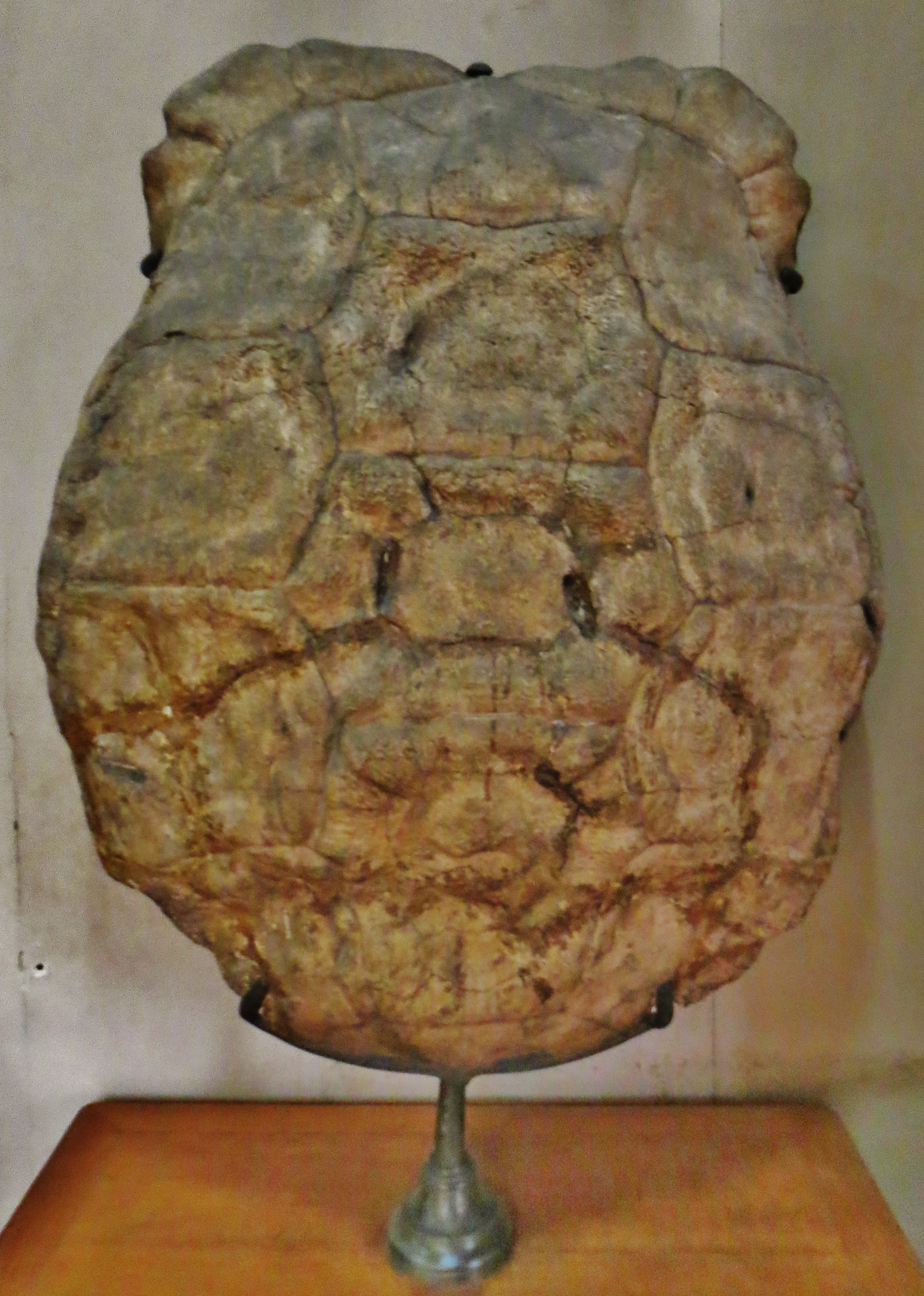
Ископаемый панцирь Aldabrachelys grandidieri